# Cavitat abdominal

cavitats del cos humà

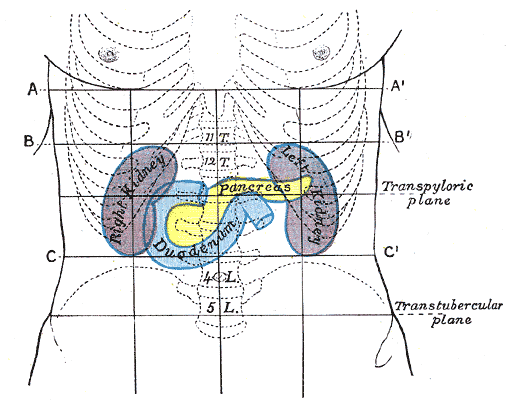
Abdomen que mostra les marques del duodè, pàncrees i ronyons

La cavitat abdominal, en llatí: cavitas abdominis, és la cavitat més gran del cos humà, i en molts animals, i sosté la major part de les vísceres. Es troba a continuació per sota de la cavitat toràcica, i per sobre de la cavitat pelviana. El seu "sostre" en forma de volta és el diafragma toràcic (un full prim de múscul sota dels pulmons), i el seu sòl obliqu és l'entrada pelviana (l'obertura superior de la pelvis). Forma part de la cavitat abdominopelviana. Està molt ben comunicada amb la  cavitat pleural (toràcica).

## Estructura

### Òrgans
Els òrgans de la cavitat abdominal inclouen l'estòmac, fetge, vesícula biliar, melsa, pàncrees, intestí prim, ronyons, intestí gros, i glàndula suprarenal.

### Peritoneu
La cavitat abdominal està folrada amb una membrana protectora que s'anomena peritoneu. La paret interior està coberta pel peritoneu parietal. Els ronyons es troben a la cavitat abdominal darrere del peritoneu, al retroperitoneu. Les vísceres també estan cobertes per peritoneu visceral.

## Significació clínica

### Ascites
Quan el fluid s'acumula a la cavitat abdominal es diu ascites. Això en general no es nota fins que s'ha recollit suficient fluid per a distendre l'abdomen. L'acumulació de líquid farà pressió sobre les vísceres, les venes i la cavitat toràcica. El tractament està dirigit a la causa de l'acumulació de líquid.

### Inflamació
La peritonitis és un altre trastorn que normalment acompanya els processos inflamatoris. Pot ser causat per dany en un òrgan.